# John Cassin
Pour les articles homonymes, voir Cassin.
John Cassin est un ornithologue américain, né le 6 septembre 1813 près de la ville de Providence et mort le 10 janvier 1869 à Philadelphie.

## Biographie
Fils de fermiers quakers originaires d’Irlande, il fait ses études dans une école quaker qu’ont fréquentée également John Kirk Townsend (1809-1851) et Thomas Say (1787-1834), deux grands naturalistes américains.
Afin de faire vivre sa famille, il fait de nombreux métiers. Il travaille longtemps dans une imprimerie, spécialisée dans la gravure et la lithographie, la plus importante de Philadelphie avant d’être employé, à partir de la fin des années 1850 par la compagnie des chemins de fer dans ses services de recherches.
Il rejoint l’Academy of Natural Sciences of Philadelphia en 1842 et il est chargé, par Thomas Bellerby Wilson (1807-1865), de s’occuper de la collection d’oiseaux de l’institution constituée de plus 26 000 oiseaux et d’une importante bibliothèque. Il encourage Spencer Fullerton Baird (1823-1887) du National Museum of Natural History dans ses recherches.
Son travail va faire de lui l’un des plus importants ornithologues de son temps et décrit près de 200 nouvelles espèces. Il travaille aussi un peu sur les insectes et notamment les sauterelles.
Il s’occupe de la partie ornithologique de nombreux comptes rendus d’explorations diligentées par le gouvernement américain comme « Ornithology of the United States Exploring Expedition » (Washington, 1845), « Ornithology of Gillies's Astronomical Expedition to Chili » (1855), « Ornithology of the Japan Expedition » (1856) et certains chapitres d’"Explorations and Survey for a Railroad Route from the Mississippi to the Pacific Ocean" (1858).
À cause de la crise résultant de la Guerre de Sécession, il a du mal à trouver des souscripteurs pour certains ouvrages. Il doit ainsi sous-titrer un livre sur les oiseaux du Mexique : as a supplement to Audubon’s Birds of America. Or Cassin tient en piètre estime John James Audubon (1785-1851) qu’il ne considère pas comme un naturaliste.
Parmi ses principaux ouvrages, il faut citer Illustrations of the Birds of California, Texas, Oregon, British and Russian America (1865) et Birds of Chile (1855).
Sa santé a été très altérée par le séjour qu’il fait dans les geôles confédérées durant la Guerre civile. De plus l’arsenic, qu’il manipule pour conserver les peaux d’oiseaux, aura également, comme d’autres ornithologues de son époque, des terribles conséquences : il meurt à 55 ans.

## Classification taxonomique du vivant
En 1863, Wilson & Cassin présentaient une contribution devant l'Académie des sciences naturelles de Philadelphie dans laquelle ils considéraient l'existence d'un troisième règne du vivant Primalia en supplément des deux règnes Vegetabilia et Animalia créés par Linné dans son Systema Naturae.
Selon le compte-rendu publié par l'Académie en 1864, le règne Primalia était composé de cinq sous-règnes :
- Règne Primalia
  1. Sous-règne Algae
  2. Sous-règne Lichenes
  3. Sous-règne Fungi
  4. Sous-règne Spongiae
  5. Sous-règne Conjugata

## Quelques espèces et genres identifiés
- Amphispiza belli (Cassin, 1850) - Bruant de Bell
- Notharchus ordii (Cassin, 1851)
- Baillonius Cassin, 1868
- Sphyrapicus thyroideus Cassin, 1852 - Pic de Williamson
- Bolborhynchus lineola (Cassin, 1853) - Touï catherine
- Amphispiza bilineata (Cassin, 1850) - Bruant à gorge noire
- Cathartes burrovianus Cassin, 1845 - Urubu à tête jaune

## Espèces dédiées
- Aigle de Cassin
- Bruant de Cassin
- Gobemouche de Cassin
- Martinet de Cassin
- Roselin de Cassin
- Starique de Cassin
- Tyran de Cassin
- Viréo de Cassin